# Стоуніфорд (Каліфорнія)
Стоуніфорд (англ. Stonyford) — переписна місцевість (CDP) в США, в окрузі Колуса штату Каліфорнія. Населення — 133 особи (2020).

## Географія
Стоуніфорд розташований за координатами 39°22′13″ пн. ш. 122°32′40″ зх. д. / 39.37028° пн. ш. 122.54444° зх. д. (39.370342, -122.544468).  За даними Бюро перепису населення США в 2010 році переписна місцевість мала площу 7,50 км², уся площа — суходіл.

## Демографія
Згідно з переписом 2010 року, у переписній місцевості мешкало 149 осіб у 69 домогосподарствах у складі 47 родин. Густота населення становила 20 осіб/км².  Було 90 помешкань (12/км²).
Расовий склад населення:
| - 85,2 % — білих - 2,7 % — корінних американців - 0,7 % — вихідців з тихоокеанських островів - 8,1 % — осіб інших рас |

До двох чи більше рас належало 3,4 %. Частка іспаномовних становила 14,8 % від усіх жителів.
За віковим діапазоном населення розподілялося таким чином: 16,8 % — особи молодші 18 років, 61,7 % — особи у віці 18—64 років, 21,5 % — особи у віці 65 років та старші. Медіана віку мешканця становила 50,4 року. На 100 осіб жіночої статі у переписній місцевості припадало 93,5 чоловіків;  на 100 жінок у віці від 18 років та старших — 93,8 чоловіків також старших 18 років.
Середній дохід на одне домашнє господарство  становив 52 149 доларів США (медіана — 48 333), а середній дохід на одну сім'ю — 64 123 долари (медіана — 61 250). За межею бідності перебувало 27,7 % осіб, у тому числі 47,6 % дітей у віці до 18 років та 10,6 % осіб у віці 65 років та старших.
Цивільне працевлаштоване населення становило 72 особи. Основні галузі зайнятості: транспорт — 25,0 %, мистецтво, розваги та відпочинок — 22,2 %, будівництво — 19,4 %.